# بروس غونزالفز
بروس غونزالفز (بالإنجليزية: Bruce Gonsalves)‏ هو لاعب كرة قدم أسترالية أسترالي، ولد في 26 ديسمبر 1956.

## وصلات خارجية
- بروس غونزالفز على موقع AustralianFootball.com (الإنجليزية)
- بروس غونزالفز على موقع AFLtables.com (الإنجليزية)